# Los planos del "Bruce-Partington"
Los planos del «Bruce-Partington» es uno de los 56 relatos cortos sobre Sherlock Holmes escrito por Arthur Conan Doyle. Fue publicado originalmente en The Strand Magazine y posteriormente recogido en la colección Su última reverencia.

## Argumento
Watson nos sitúa en la tercera semana de noviembre de 1895. Londres lleva cuatro días bajo una densa niebla cuando llega un sorprendente telegrama a Baker Street: "Necesito verte a propósito de Cadogan West. Voy enseguida. Mycroft." El anuncio de que su sedentario hermano abandone sus cuarteles es tan extraordinario, que sorprende al propio Sherlock Holmes. Pero el motivo no es para menos, pues han desaparecido los planos de un modernísimo submarino, el "Bruce-Partington", de gran importancia estratégica, por lo que es fundamental que no caigan en manos de alguna potencia extranjera. La seguridad del país está en juego.
El responsable del robo parece ser Arthur Cadogan West, un joven de 27 años, empleado en el arsenal de Woolwich, que ha aparecido muerto con parte de los planos en el bolsillo. El caso se complica con la muerte de Sir James Walter, alto funcionario responsable de la seguridad de los planos. El deshonor de su pérdida le ha costado la vida al anciano. La intervención de la novia de West, la señorita Violet Westbury, y la sagacidad de Holmes lograrán descubrir el complot en el que han intervenido el espía Hugo Obertstein y el propio hermano de Sir James, el coronel Valentin Walter. La rápida intervención de Holmes logra detener al culpable, recuperar los planos y devolver su buen nombre a Cadogan West, muerto en acto de servicio.
Conan Doyle, que odiaba a los traidores, pondrá en labios del coronel Walter una excusa que agrava su deshonor al achacar al alemán la causa de su ruina. Watson termina el relato mencionando una visita de Holmes a palacio, de la que regresa con un precioso alfiler de corbata con una esmeralda, regalo de "una encantadora dama".